# Catedral de Santa Clara de Asís (Santa Clara)
La Catedral de Santa Clara de Asís o bien la Catedral de Santa Clara es una catedral de la Iglesia católica ubicada en la ciudad de Santa Clara, en la isla caribeña de Cuba. Se encuentra en la calle Marta Abreu, una de las principales arterias de la ciudad, a sólo dos cuadras del Parque Vidal y al lado del centro cultural «El Mejunje».
Es el edificio religioso más importante de la ciudad. La iglesia fue construida en el año 1940 después del derribo de la original en el Parque Vidal en el año de 1923. Realizada en estilo que se acerca al Neogótico, guarda una maravillosa colección de vidrieras, y una pila de mármol original utilizada para bautizar a los ciudadanos desde el mismo nacimiento en la ciudad.